# 토시코 사토
토시코 "토시" 사토(영어: Toshiko Sato, 일본어: 佐藤トシ子)는 나오코 모리가 연기하는, 닥터 후와 토치우드에 등장하는 가상 인물이다. 그녀는 토치우드에서 주연 인물로 처음 등장한 걸로 알려지지만, 사실 "Aliens of London"라는 닥터 후 에피소드에서 "닥터 사토" 역으로 처음 등장했다. 그녀는 "컴퓨터 천재", "조용하지만 매우 지적인" 캐릭터로 묘사된다.